# Сент Ан де Мон (Квебек)
Сент Ан де Мон (фр. Sainte-Anne-des-Monts) је град у Канади у покрајини Квебек. Према резултатима пописа 2011. у граду је живело 6.933 становника.

## Становништво
Према резултатима пописа становништва из 2011. у граду је живело 6.933 становника, што је за 2,4% више у односу на попис из 2006. када је регистровано 6.772 житеља.
| 2006. | 2011. |
| ----- | ----- |
| 6.772 | 6.933 |